# Михей Иванов
Михей Иванов е руски подофицер, фелдфебел. Участник в Руско-турската война (1877 – 1878).
Михей Иванов е фелдфебел от 11-и лейбгвардерски Егерски полк. Той е войникът от руската императорска армия който пръв влиза по правата улица (днес „Цар Освободител“) в Кюстендил на 17 януари/30 януари 1878 г. по време на второто и окончателно освобождение на града от османско владичество.